# Menhirs de la Forêt de Haute-Sève
Les menhirs de la Forêt de Haute-Sève sont, comme leur nom l'indique, situés dans la forêt de Haute-Sève à Saint-Aubin-du-Cormier, dans le département français d'Ille-et-Vilaine.

## Protection
Cinq des menhirs sont classés au titre des monuments historiques en 1900.

## Description
L'ensemble est constitué de deux groupes distincts, le premier groupe, composé des six menhirs les plus à l'est, est appelé les Roches Piquées et le deuxième groupe est appelé l'Escalier du Juge.

### Les Roches Piquées
Le groupe des Roches Piquées est mentionné par Paul Bézier mais c'est à P. Henry que l'on en doit la première description précise.
| Menhir                                                    | Forme       | Hauteur | Largeur | Épaisseur | Caractéristiques                |
| --------------------------------------------------------- | ----------- | ------- | ------- | --------- | ------------------------------- |
| no 1                                                      | pyramidale  | 2,90 m  | 1,60 m  | 1,12 m    | cupule sur la face nord         |
| no 2                                                      |             | 3,20 m  | 1 m     | 0,90 m    | renversé vers 1875              |
| no 3                                                      |             | 2,20 m  | 0,90 m  | 0,60 m    | renversé                        |
| no 4                                                      | obélisque   | 2,80 m  | 1,56 m  | 1,40 m    |                                 |
| no 5                                                      | irrégulière | 2,15 m  | 1,80 m  | 1 m       | 4 cupules sur la face sud-ouest |
| no 6                                                      | prismatique | 4,05 m  | 2,40 m  | 2,23 m    | 4 cupules sur la face sud-ouest |
| Données : Les mégalithes du département d'Ille-et-Vilaine |             |         |         |           |                                 |

Les menhirs ne sont pas alignés, les distances entre eux, deux à deux sont variables : 16 m entre le no 1 et le no 2, no 3 à égale des distances des no 1 et no 2, no 4 à 180 m à l'est du no 1, no 5 à 200 m au sud du no 4, no 6 à 155 m au sud-est du no 5.

### Second groupe
Le second groupe l'Escalier du Juge est situé à l'ouest des Roches Piquées. Il comporte deux menhirs encore debout et quatre blocs épars en quartzite ou en grès qui pourraient être des menhirs renversés.
| Menhir                                                    | Hauteur | Largeur | Épaisseur | Caractéristiques                              |
| --------------------------------------------------------- | ------- | ------- | --------- | --------------------------------------------- |
| no 1                                                      | 0,90 m  | 0,87 m  | 0,58 m    | forme prismatique                             |
| no 2                                                      | 3,20 m  | 2,70 m  | 1,40 m    | forme prismatique, dénommé l'Escalier du Juge |
| Données : Les mégalithes du département d'Ille-et-Vilaine |         |         |           |                                               |

| Bloc                                                      | Longueur | Largeur | Épaisseur | Caractéristiques          |
| --------------------------------------------------------- | -------- | ------- | --------- | ------------------------- |
| no 1                                                      | 1,62 m   | 0,65 m  | 0,60 m    | 3 cupules sur la face est |
| no 2                                                      | 1,97 m   | 1,22 m  | 0,55 m    | cassé                     |
| no 3                                                      | 4,20 m   |         |           |                           |
| no 4                                                      | 2 m      |         |           |                           |
| Données : Les mégalithes du département d'Ille-et-Vilaine |          |         |           |                           |

D'autres blocs jonchent le sol sur une superficie de 0,4 ha et sont plus ou moins masqués par la végétation.

## Folklore
Selon une légende, un trésor serait caché sous les Roches-Piquées mais si l'on creuse sous celles-ci elles s'enfoncent au fur et à mesure. Le lieu serait fréquenté par des lutins malveillants.